# Cherokee (Kansas)
Cherokee is een plaats (city) in het oosten van de Amerikaanse staat Kansas, en valt bestuurlijk gezien onder Crawford County.

## Demografie
Bij de volkstelling in 2000 werd het aantal inwoners vastgesteld op 722. In 2006 is het aantal inwoners door het United States Census Bureau geschat op 712, een daling van 10 (-1,4%).

## Geografie
Volgens het United States Census Bureau beslaat de plaats een oppervlakte van 1,8 km², geheel bestaande uit land. Cherokee ligt op ongeveer 281 meter boven zeeniveau.

## Plaatsen in de nabije omgeving
De onderstaande figuur toont nabijgelegen plaatsen in een straal van 16 km rond Cherokee.

## Geboren
- Page Cavanaugh (26 januari 1922 - 19 december 2008), Amerikaans jazzpianist en jazzzanger.